# Avram Iancu (gmina w okręgu Alba)
Avram Iancu (niem Ober-Wider; węg Felsővidra) – gmina w zachodniej Rumunii, w okręgu Alba (Siedmiogród).
Składa się z 33 wsi: Achimețești, Avram Iancu, Avrămești, Bădăi, Boldești, Călugărești, Cârăști, Cârțulești, Căsoaia, Cândești, Cocești, Cocoșești, Coroiești, Dealu Crișului, Dolești, Dumăcești, Gojeiești, Helerești, Incești, Jojei, Mărtești, Orgești, Pătruțești, Plai, Pușelești, Șoicești, Ștertești, Târsa, Târsa-Plai, Valea Maciului, Valea Uțului, Verdești i Vidrișoara. W 2011 roku obliczono, że na terenie gminy zamieszkuje 1 613 osób.